# Frans Neirynck
Frans Neirynck (Wingene, 15 mei 1927 - Bertem, 20 oktober 2012) was een Belgisch theoloog,  en hoogleraar.

## Biografie
Frans Neirynck liep school aan het Sint-Jozefscollege in Tielt en het Klein Seminarie van Roeselare. Hij studeerde vervolgens klassieke filologie aan de Katholieke Universiteit Leuven en theologie aan het Grootseminarie van Brugge. Op 30 mei 1953 werd hij tot priester gewijd. In 1953 begon hij zijn studies theologiefaculteit van de KU Leuven, waar hij in 1957 promoveerde tot doctor. Albert Descamps was zijn promotor. Ook in 1957 behaalde hij het diploma van licentiaat in de Bijbelse filologie.
Van 1957 tot 1960 was hij docent sacramentenleer en ecclesiologie aan het Grootseminarie van Brugge. In 1960 volgde hij in Leuven Descamps op al hoogleraar Nieuw Testament en in 1962 volgde zijn promotie tot gewoon hoogleraar. Na de splitsing van de Leuvense universiteit was hij van 1968 tot 1972 decaan van de faculteit Godgeleerdheid. Samen met Maurits Sabbe bouwde Neirynck binnen deze faculteit ook een Engelstalige afdeling op. In 1992 ging hij met emeritaat.
Centraal in Neiryncks onderzoek stonden de evangeliën en de bron Q. Hij werd in 1980 corresponderend lid en in 1988 werkend lid van de Koninklijke Vlaamse Academie van België voor Wetenschappen en Kunsten, waarvan hij in 1992 onderbestuurder en in 1993 bestuurder werd. Onder zijn impuls werd in 1982 het Wetenschappelijk Comité voor Godsdienstgeschiedenis opgericht, waarvan hij in 1990 voorzitter werd. Binnen de KU Leuven was hij lid van de Commissie voor Publicaties en lid van de raad van bestuur van Leuven University Press. Hij was ook redactielid van het tijdschrift Ephemerides Theologicae Lovanienses en mede-initiatiefnemer van de Vlaamse Bijbelstichting.
Het Prof. Frans Neirynck Fonds van de KU Leuven draagt zijn naam.